# Aleksandra Romanowa (1870–1891)
Aleksandra Gieorgijewna Romanowa (ur. 30 sierpnia 1870 w Korfu, zm. 24 września 1891 w Iljinskoje, koło Moskwy) – urodzona jako Aleksandra Grecka, księżniczka Grecji i Danii. Wielka księżna Rosji.

## Życiorys
Aleksandra była córką Jerzego I, króla Grecji, i jego żony, królowej Olgi, córki wielkiego księcia Konstantyna Mikołajewicza Romanowa.
Kiedy Aleksandra miała dziewiętnaście lat, wyszła za mąż za wielkiego księcia Pawła Aleksandrowicza Romanowa, ósmego dziecka i szóstego syna cara Aleksandra II i Marii Aleksandrownej, z domu księżniczki Hesji i Renu. Siostra Aleksandry – Maria Gieorgijewna poślubiła innego wielkiego księcia Jerzego Michajłowicza, a brat Mikołaj – wielką księżną Helenę Władimirownę.

Aleksandra i Paweł mieli dwójkę dzieci:

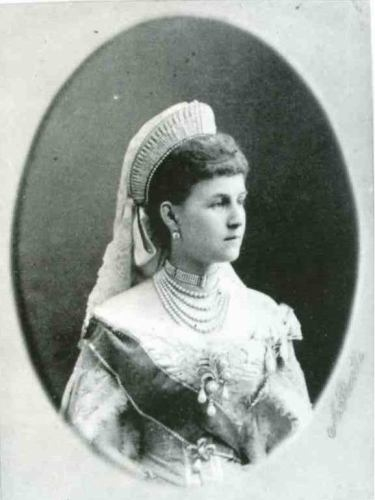
Wielka księżna Aleksandra.

- Wielka księżna Maria Romanowa (1890–1958); żona Wilhelma Bernadotte, potem księcia Siergieja Michajłowicza Putianina,
- Wielki książę Dimitri Pawłowicz Romanow (1891–1941); męża Amerykanki Audrey Emery, księżnej Romanowskiej-Ilyinsky.

## Śmierć
W siódmym miesiącu ciąży, Aleksandra urodziła swojego syna Dimitra. Zmarła sześć dni po porodzie. Przedwczesny poród był spowodowany nieszczęśliwym wypadkiem – Aleksandra wywróciła się na łódce. Dwoje dzieci Aleksandry adoptował brat jej męża – Sergiusz Aleksandrowicz i jego żona – Elżbieta Fiodorowna.
Jej mąż zawarł później małżeństwo morganatyczne z Olgą Karnowicz, znaną potem jako księżna Olga Walerianowna Paley.

## Tytulatura
- Jej Królewska Wysokość Księżniczka Grecji i Danii Aleksandra
- Jej Cesarska Wysokość Wielka Księżna Rosji Aleksandra